# Inez Malm
Inez Georgina Malm, född 26 december 1878 i Jakob och Johannes församling i Stockholm, död 19 september 1974 i Johannebergs församling i Göteborg, var en svensk folkskollärare och rösträttsaktivist. 
Inez Malms far var jurist och själv utbildade hon sig till folkskollärare. Hon var verksam i kampanjen för införandet av kvinnlig rösträtt i Sverige och ordförande för Föreningen för kvinnans politiska rösträtt i Växjö 1917–1921. Inez Malm är begravd på Nya kyrkogården i Kristinehamn.